# Instituto de Fabricantes de Armas Esportivas e Munições
O Instituto de Fabricantes de Armas Esportivas e Munições (em inglês:  Sporting Arms and Ammunition Manufacturers' Institute, SAAMI, pronuncia-se "Sammy") é uma associação de fabricantes americanos de armas de fogo, munição e componentes criada em 1926. A SAAMI é uma desenvolvedora de padrões credenciada que publica várias normas nacionais americanas que fornecem padrões de segurança, confiabilidade e permutabilidade para fabricantes comerciais de armas de fogo, munições e componentes. Além disso, a SAAMI publica informações sobre transporte, armazenamento e uso seguros e responsáveis desses produtos.